# Ewa Kasprów
Ewa Kasprów (née Ślusarz le 1er avril 1979 à Opole) est une ancienne joueuse de volley-ball polonaise. Elle mesure 1,88 m et jouait au poste de passeuse. 

## Clubs
| Club                 | De        | À         |
| -------------------- | --------- | --------- |
| MOS Opole            |           | 1994-1995 |
| SMS PZPS Sosnowiec   | 1995-1996 | 1997-1998 |
| Wisła Cracovie       | 1998-1999 | 2003-2004 |
| AZS-AWF Poznań       | 2004-2005 | 2005-2006 |
| Gedania Gdańsk       | 2006-2007 | 2007-2008 |
| PTPS Piła            | 2008-2009 | 2009-2010 |
| Wieżyca 2011 Stężyca | 2011-2012 | 2012-2013 |